# Grimsby Town Football Club
Maillots
Actualités
Le Grimsby Town Football Club est un club de football anglais fondé en 1878. Le club, basé à Grimsby, évolue depuis la saison 2022-2023 en EFL League Two (quatrième division anglaise).

## Repères historiques
Fondé en 1878 sous le nom de Grimsby Pelham, le club adopte un statut professionnel en 1890 et rejoint la League en 1892 (deuxième division).
À l'issue de la saison 2015-2016 le club est promu en EFL League Two (quatrième division anglaise). Ce qui marque un retour dans le monde professionnel anglais après plusieurs années au niveau inférieur. À l'issue de la saison 2020-2021, le club est relégué en National League (cinquième division).

## Palmarès
- Championnat d'Angleterre de deuxième division : 
  - Champion : 1901, 1934
  - Vice-champion : 1929

- Championnat d'Angleterre D3-Nord : 
  - Champion : 1926, 1956
  - Vice-champion : 1952

- Championnat d'Angleterre de troisième division : 
  - Champion : 1980
  - Vice-champion : 1962

- Championnat d'Angleterre de quatrième division : 
  - Champion : 1972
  - Vice-champion : 1979, 1990

## Personnalités du club

### Anciens joueurs
- Kenny Arthur
- Dan Doyle
- /  Keith Alexander
- Bradley Allen
- Marlon Broomes
- Clive Mendonca
- Tony Ford
- Alan Fettis
- Kingsley Black
- Peter Beagrie
- Gary Croft
- Paul Warhurst
- Isaiah Rankin
- Knut Anders Fostervold